# Старомищина
Старомищина (укр. Староміщина) — село в Подволочисской поселковой общине Тернопольского района Тернопольской области Украины.
До 2020 года входило в Подволочисский район.
Население по переписи 2001 года составляло 827 человек. Почтовый индекс — 47834. Телефонный код — 3543.

## Известные уроженцы
- Ганкевич, Лев (1883—1962) — украинский политический деятель, публицист, адвокат.
- Мотыка, Ярослав Николаевич — советский и украинский скульптор